# Met voorbedachten rade
Met voorbedachten rade of voorbedachtheid is een begrip uit het strafrecht. Deze term wordt gebruikt wanneer een persoon, voordat hij of zij een strafbaar feit pleegde, de gelegenheid had om zich over dit strafbaar feit te bezinnen, maar dit vervolgens toch pleegde.

## Wetten in diverse landen

### Nederland
In het Nederlandse Wetboek van Strafrecht is voorbedachten rade een bestandsdeel van de volgende misdrijven:
- Aanslag op de echtgenoot van de Koning (art. 108);
- Aanslag op bevriend staatshoofd (art. 115);
- Aanslag op internationaal beschermd persoon (art. 117);
- Moord (art. 289);
- Mishandeling met voorbedachten rade (art. 301);
- Zware mishandeling met voorbedachten rade (art. 303).

De wetgever heeft het begrip niet in de wet gedefinieerd, maar uit de wetsgeschiedenis blijkt dat het voorbedachten rade "wijst op een moment van kalm overleg, van bedaard nadenken voorafgaand aan de uitvoering; het is het tegenovergestelde van de ogenblikkelijke gemoedsopwelling." Het doet er niet toe of de dader zich daadwerkelijk heeft beraden of overleg heeft gepleegd. Wel moet de dader de tijd hebben gehad om zich te beraden, zodat hij over de betekenis en de gevolgen van zijn daad heeft kunnen nadenken. Hierdoor is het accent in de uitleg van voorbedachten rade voornamelijk op het tijdsverloop komen te liggen. Dit tijdsverloop tussen mogelijk beraden en het uitvoeren van de daad hoeft echter niet zeer lang te zijn en kan zich zelfs afspelen binnen enkele seconden. Het is dus niet nodig dat de dader een moment van kalm overleg, van bedaard nadenken voorafgaand aan de uitvoering  heeft gehad.

### België
De wetgever heeft ervoor gekozen het begrip niet te definiëren. Er wordt aangenomen dat de voorbedachten rade aanwezig is wanneer de beslissing voorafgaand genomen is, ze overwogen werd en ze definitief werd. 

De voorbedachtheid is een (persoonlijke) verzwarende omstandigheid.

In het Belgische Strafwetboek komt het begrip voor bij:
- vruchtafdrijving zonder toestemming van de betrokken vrouw (art. 349)
- moord (art. 394)
- mishandeling (art. 399, 400, 401)
- brandstichting met persoonlijke slachtoffers (art. 518).

### Suriname
In het Wetboek van Strafrecht van Suriname wordt het begrip gebruikt bij de omschrijving van moord (art. 349).

## Moord en doodslag
De 'voorbedachten rade' is in het Nederlandse, Belgische en Surinaamse recht een noodzakelijk kenmerk van moord. Als iemand een ander in een opwelling doodt, is hier sprake van doodslag en niet van moord.

## Achtergrond
De wetgever is bij bepaalde misdrijven van mening geweest dat de dader een zwaardere straf behoort te krijgen als hij zich van tevoren op zijn daad had beraden, dan wanneer hij het feit in een plotselinge opwelling begaat. Deze hogere strafmaat wordt gerechtvaardigd geacht, omdat de dader die een misdrijf begaat "na kalm beraad en rustig overleg" een ernstiger verwijt kan worden gemaakt dan wanneer deze in een opwelling handelt.

## Misdaadromans en films
'Met voorbedachten rade' is ook een titel van diverse misdaadromans:
- Scottoline Lisa, Met voorbedachten rade, ISBN 9029055782
- Bonnie MacDougal, Met Voorbedachten Rade, (oorspronkelijke titel: Breach Of Trust, Verschenen in: 1996  Vertaling in het Nederlands: 1997)
- Moses Isegawa, Met voorbedachten rade, (oorspronkelijke titel: Premeditated Arts)

Films:
- Met voorbedachten rade (korte film), regie: Orlow Seunke